# 憲安王
憲安王（けんあんおう、生年不詳 - 861年3月14日）は、新羅の第47代の王（在位：857年 - 861年）であり、姓は金、諱は誼靖（ぎせい）、『三国史記』新羅本紀・憲安王紀の分注では祐靖ともいう。第45代神武王の異母弟であり、父は上大等の金均貞、母は大阿飡（5等官）の金忠恭の娘の照明夫人。王妃については不明。857年9月に先代の文聖王が死去し、遺詔に拠って王位に就いた。

## 治世
858年には4月の晩霜、5月から7月にかけての干害という天候不順に見舞われ、859年春には穀物が高騰し、国民が餓えることとなった。救済のために王は各地に使者を派遣し、穀物を振る舞った。同年4月には堤防の修築を行ない農業振興に努めた。
860年9月、群臣との宴の際に王族の金膺廉（後の景文王）の有徳を見出し、長女を降嫁させた。その3カ月後、在位5年目の861年1月に病に倒れ、後を継がせる男子がなかったために娘婿の金膺廉を王位に就けるように遺言して、1月29日に死去した。憲安王と諡され、孔雀趾に埋葬された。その王陵には、慶尚北道慶州市西岳洞の史跡第179号が比定されている。